# Elattoneura leucostigma
Elattoneura leucostigma là một loài chuồn chuồn kim thuộc họ Protoneuridae. Đây là loài đặc hữu của Sri Lanka. Môi trường sống tự nhiên của chúng là vùng núi ẩm nhiệt đới hoặc cận nhiệt đới và sông ngòi. Chúng hiện đang bị đe dọa vì mất môi trường sống.